# نمل حفار
النمل الحفار أو نمل النجار (الاسم العلمي: Camponotus) (بالإنجليزية: Carpenter ant)‏ هو نمل يتواجد بشكلٍ طبيعي في العديد من أنحاء العالم. وهو يفضل الخشب الرطب غير المستعمل لبناء أعشاشه. ومع ذلك، فهو لا يأكل الخشب، على عكس الأرضة (النمل الأبيض). وأحيانًا يقوم النمل الحفار بعمل تجويفات في أجزاء الشجر. ومن أكثر الأنواع المحتملة التي تغزو المنزل بكثرةٍ في الولايات المتحدة هو النمل الحفار الأسود (Camponotus pennsylvanicus). ومع ذلك، يوجد أكثر من ألف نوعٍ آخر من جنس Camponotus.

## المتعايشات
يمتلك جميع أنواع النمل في هذا الجنس، وأيضًا بعض الأجناس ذات الصلة، إلزامية بكتيريا متعايشة تسمى بلوتشمانيا. هذه البكتيريا لديها جينوم صغيرة، وتحتفظ بالجينات لكي تُخلِّق الأحماض الأمينية الأساسية والمواد المغذية الأخرى. وهذا يشير إلى أن البكتيريا تلعب دورًا في عملية تغذية النمل. ويصاب العديد من نوع Camponotus أيضًا بـالبكتيريا الولبخية (Wolbachia) وهي بكتيريا متعايشة واسعة الانتشار بين مجموعات الحشرات.

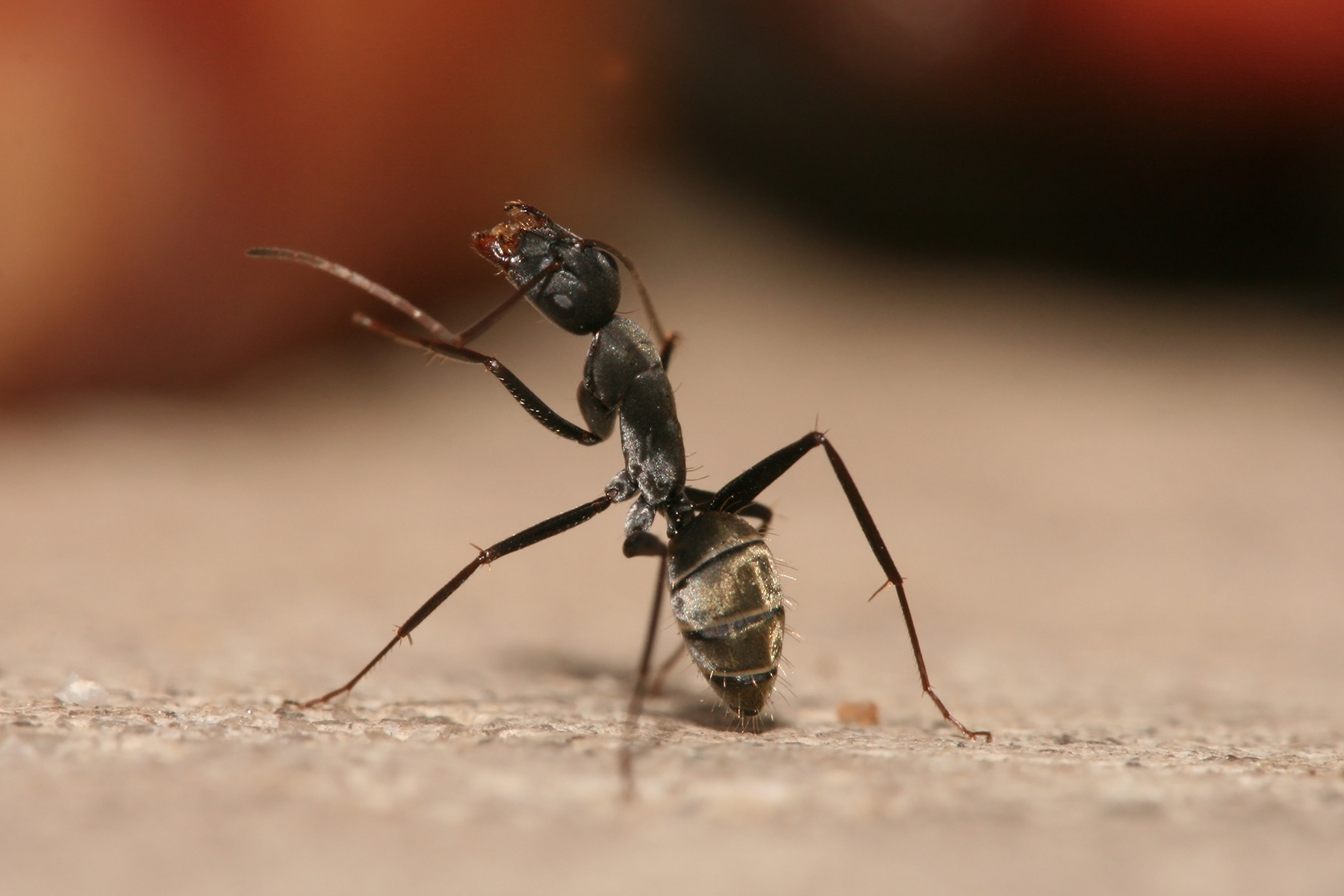
نملة حفار تقوم بتنظيف قرون الاستشعار

## الموطن
يسكن النمل الحفار في الهواء الطلق أو في داخل المباني إما في الخشب الرطب، أو المتحلل، أو المجوف. فهو يشق «الدهاليز» داخل حبيبات الخشب لتوفير ممرات للحركة من جزءٍ لآخَر داخل العش. وهناك أجزاء معينة من المنزل تتصف بأنها أكثر الأماكن التي يهاجمها النمل الحفار بكثرةٍ مثل: منطقة ما حول النوافذ وتحتها، وحواف الأسقف، والأرضيات، والشرفات؛ نظرًا لأن تلك الأماكن هي الأكثر عرضة للرطوبة.

## النمل الحفار كآفة
من الممكن أن يتسبب النمل الحفار في تلف الخشب المستخدم في تشييد المباني. ويمكن أن يترك وراءه مادة شبيهة لـنشارة الخشب تسمى (frass) (مادة ناتجة عن كشط الخشب)؛ مما يعطي إشارة إلى المكان الذي يعشش فيه النمل. تعد دهاليز النمل الحفار ملساء وهي مختلفة تمامًا عن المناطق الذي تتلفها الأرضة، والتي يكون الطين بها متراكمًا في الأماكن التي يتم تجويفها.
وتشمل طريقة السيطرة على هذه الحشرات استخدام المبيدات الحشرية بأشكالها المختلفة بما في ذلك الغبارية (البودرة) منها والسائلة. ويتم إدخال المبيدات الغبارية مباشرةً إلى الممرات وإخلاؤها من النمل الحفار الذي يعيش فيها. أما المبيدات السائلة فيتم استخدامها في الأماكن التي يقوم فيها النمل الباحث عن المؤن بالتقاط المواد، ومن ثم نشر السم في المستعمرة حال عودته.

## النمل المنفجر
وفيما لا يقل عن تسعة أنواع من نمل جنوب شرق آسيا من فصيلة نمل حفار المركبّة، بما في ذلك النمل الماليزي المتفجر ‏، أبرز العاملون غدد الفك السفلي الموسعة إلى حدٍ كبير التي تعمل بطول جسم النملة. حيث يقوم النمل بقتل نفسه مُطلِقًا محتوياته عن طريق عملية تسمى (تدمير الذاتي) (عملية يقوم فيها الحيوان بتدمير ذاته بواسطة التمزيق الداخلي أو انفجار عضو) وبالتالي؛ تمزق جسم النملة ورش المادة السامة من الرأس، مما يعطي هذا النوع الاسم الشائع له «النمل المنفجر». وتمتلك النملة غددًا في الفك السفلي موسعةً بشكلٍ هائل، بدرجةٍ أكبر عدة مرات من النمل العادي، تقوم بإنتاج الصمغ. ينفجر هذا الصمغ ويوقع جميع الضحايا المجاورين في الشرك ويشل حركتهم.
وتمتلك أنواع النمل الأبيض Globitermes sulphureus آلية دفاعية مماثلة.

## الأنواع المختارة

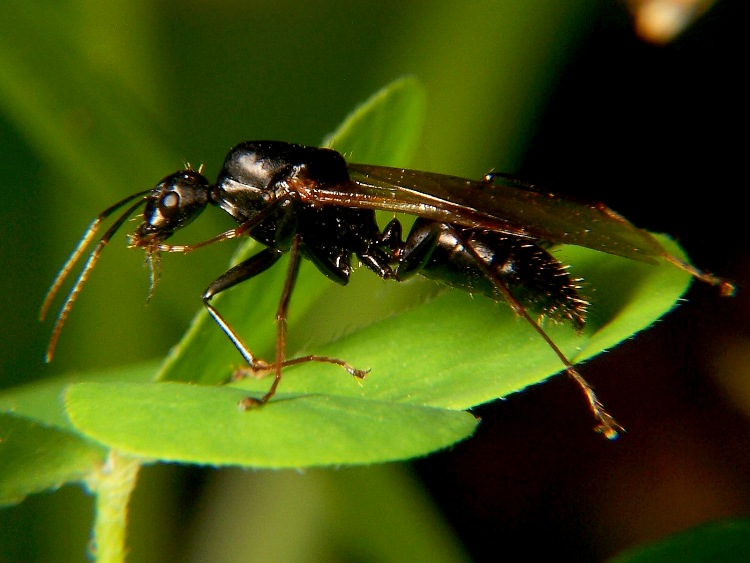
C. pennsylvanicus (الذكر المجنح)

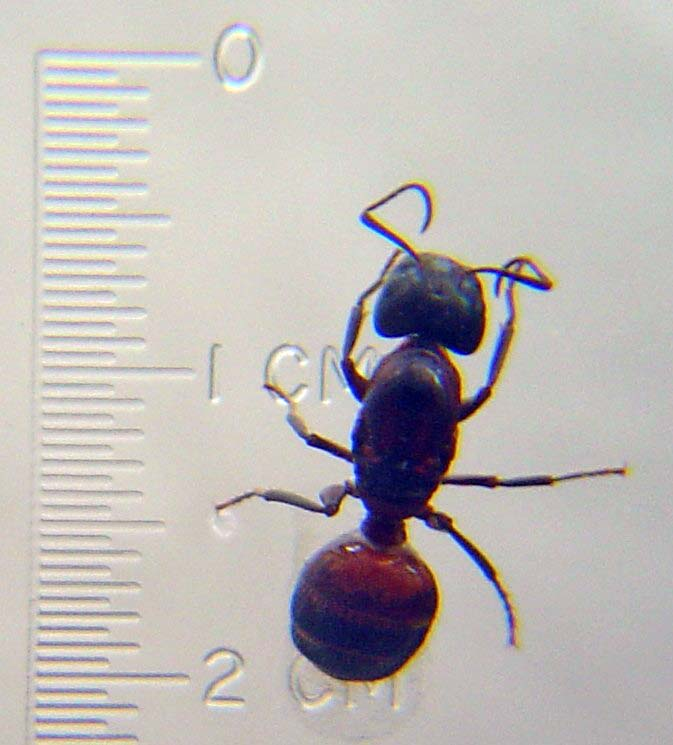
ملكة نوع Camponotus

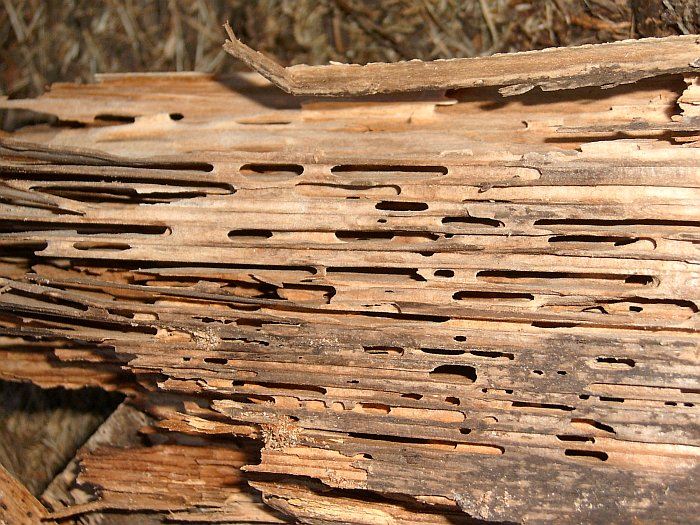
تلف الخشب بسبب C. herculeanus

انظر قائمة أنواع Camponotus للحصول على قائمةٍ كاملة للأنواع والأنواع الفرعية.
- Camponotus atriceps: نمل فلوريدا الحفار، واحد من الأنواع المتعددة للنمل الحفار الذي يمكنه العض وإطلاق حمض مؤلم.
- النمل النجار الأحمر  [لغات أخرى]‏: النمل الحفار الأحمر
- عجروف (فبريسوس، 1787)
- Camponotus consobrinus: نمل السكر
- Camponotus crassus ماير، 1862
- Camponotus ferrugineus (فبريسوس): النمل الحفار الأحمر
- Camponotus festinatus (باكلي، 1866)
- Camponotus flavomarginatus ماير، 1862
- Camponotus floridanus: وهو نوع متسلسل المجينات
- Camponotus gigas (لاتريل، 1802): نمل الغابة العملاقة
- Camponotus herculeanus
- Camponotus kaura
- Camponotus ligniperda: وهو نوع مهم في أوروبا
- Camponotus nearcticus (إميري): النمل الحفار الأصغر
- Camponotus novaeboracensis منطقة كيبك، الأسود والأحمر
- نمل حفار أسود (ديجير): النمل الحفار الأسود
- Camponotus punctulatus (ماير): نمل تاكورو
- النمل الماليزي المتفجر  [لغات أخرى]‏: ماليزيا
- Camponotus schmitzi ستارك، 1933
- Camponotus sericeus
- Camponotus silvestrii إيمري، 1906
- Camponotus taino
- Camponotus universitatis فوريل، 1890
- Camponotus vagus سكوبولي، 1763
- Camponotus variegatus: نمل هاواي الحفار

## كتابات أخرى
- Mayr, Gustav (1861): Die europäischen Formiciden. Vienna. PDF—original description of p. 35
- McArthur, Archie J (2007): A Key to Camponotus Mayr of Australia. In: Snelling, R.R., B.L. Fisher and P.S. Ward (eds). Advances in ant systematics (Hymenoptera: Formicidae): homage to E.O. Wilson – 50 years of contributions. Memoirs of the American Entomological Institute 80. PDF—91 species, 10 subspecies

## وصلات خارجية
- University of Kentucky Extension Fact Sheet
- Ohio State University Extension Fact Sheet
- Carpenter Ant Fact Sheet from the National Pest Management Association with information on habits, habitat and prevention
- Black Carpenter Ants Diagnostic large format photographs, information
- compact carpenter ant, Camponotus planatus on the جامعة فلوريدا / IFAS Featured Creatures Web site
- Florida carpenter ant complex, Camponotus floridanus and C. tortuganus on the جامعة فلوريدا / IFAS Featured Creatures Web site
- Carpenter Ants An online supplemental to "Carpenter Ants: Biology and Control" by Laurel Hansen, Ph.D. of Spokane Falls Community College
- "Species: Camponotus saundersi". antweb.org. مؤرشف من الأصل في 2012-11-07. اطلع عليه بتاريخ 2009-09-26. Photos of the exploding ant.